# Przewodnictwo jonowe
Przewodnictwo jonowe – przewodnictwo elektryczne, w którym nośnikami prądu elektrycznego są jony. Mogą one mieć ładunek dodatni (przewodnictwo kationowe) lub ujemny (przewodnictwo anionowe).
Przewodnictwo jonowe występuje w:
- elektrolitach ciekłych
  - roztworach soli, kwasów i zasad w rozpuszczalnikach polarnych
  - stopionych solach
- elektrolitach stałych
  - kryształach jonowych
  - szkłach i ceramikach zawierających ruchliwe jony
- gazach.

## Przewodnictwo jonowe w kryształach jonowych
W kryształach jonowych przyczyną występowania swobodnych jonów są lokalne defekty sieci krystalicznej. Występują dwa typy takich niedoskonałości: defekty temperaturowe, powstałe wskutek fluktuacji ruchu cieplnego, oraz defekty sieci krystalicznej, wywołane obecnością domieszek. Zniekształcenia obu typów są przyczyną samoistnego jonowego przewodnictwa elektrycznego.
Luki i jony międzywęzłowe w kryształach jonowych są centrami naładowanymi. Poruszając się w krysztale, przenoszą ze sobą ładunek elektryczny. Gdy do kryształu przyłożymy zewnętrzne pole elektryczne, luki po jonach dodatnich dyfundują w kierunku elektrody ujemnej. Ten dryfowy ruch luk na tle chaotycznego ruchu cieplnego jest efektem bardzo małym – jest on odpowiedzialny za tę część przewodnictwa kryształu, która jest związana z dyfuzją luk.